# Zahoreanî, Nova Ușîțea
Zahoreanî (în ucraineană Загоряни) este un sat în comuna Buceaia din raionul Nova Ușîțea, regiunea Hmelnîțkîi, Ucraina.

## Demografie
Componența lingvistică a localității Zahoreanî
     Ucraineană (100%)
Conform recensământului din 2001, toată populația localității Zahoreanî era vorbitoare de ucraineană (100%).